# Radulodon licentii
Radulodon licentii är en svampart som först beskrevs av Albert Pilát, och fick sitt nu gällande namn av Leif Ryvarden 1976. Radulodon licentii ingår i släktet Radulodon och familjen Meruliaceae.   Inga underarter finns listade i Catalogue of Life.